# Dyke and the Blazers
Dyke and the Blazers est un groupe de funk américain dirigé par Arlester Christian. Le groupe est formé en 1965 et enregistre jusqu'à la mort de son leader en 1971. Parmi ses disques les plus réussis figurent la version originale de Funky Broadway (1966) et Let a Woman Be a Woman (1969).

## Carrière
Arlester Christian (13 juin 1943 - (13 mars 1971), surnommé « Dyke », naît (selon la plupart des sources) à Buffalo, dans l'État de New York, où il fréquente le lycée Burgard. En 1960, il commence à jouer de la basse dans un groupe local, Carl LaRue and his Crew, qui se produit dans les bars et clubs du coin et sort un single, Please Don't Drive Me Away, sur le label KKC en mars 1962,,. En 1964, LaRue est invité par le disc jockey Eddie O'Jay à faire venir sa formation à Phoenix, Arizona, pour accompagner le groupe vocal qu'il dirige, The O'Jays. En 1965, cependant, les O'Jays et leur manager déménagent et le groupe de LaRue se disperse. LaRue retourne à Buffalo, mais Christian et deux autres membres du groupe, le guitariste Alvester "Pig" Jacobs et le saxophoniste JV Hunt, n'ont pas les moyens de faire le voyage et restent à Phoenix,. Ils rejoignent un autre groupe de la ville, The Three Blazers, qui comprend le saxophoniste ténor Bernard Williams et, sous le nom de « Dyke and the Blazers », ajoutent les musiciens locaux Rich Cason (orgue) et Rodney Brown (batterie). Jouant dans des clubs locaux, le groupe s'inspire des innovations du groupe de James Brown en matière de rythmes, de basse et d'orgue et, grâce à l'improvisation, développe une chanson basée sur des riffs qui devient Funky Broadway, les paroles reflétant les souvenirs du chanteur à Broadway à Buffalo ainsi que Broadway Road à Phoenix.
À l'été 1966, le groupe est entendu par Art Barrett, qui devient leur manager et leur fait enregistrer la chanson au Audio Recorders Studio de Phoenix. Barrett sort le disque sur son propre label, Artco,, avec Christian crédité en tant qu'auteur, bien que d'autres membres du groupe aient affirmé plus tard qu'ils avaient contribué à la chanson. Le single, devenu populaire localement, est réédité par le label Original Sound d'Art Laboe à Los Angeles. Le disque atteint la 17e position dans le classement Hot Rhythm & Blues Singles du magazine Billboard et atteint également  le no 65 sur le classement pop. Ce disque est le premier à utiliser le mot « funky » dans son titre et, pour cette raison, il est interdit de diffusion par certaines radios, étant jugé comme offensant. Sa musique est décrite comme « révolutionnaire » par Rick James, et Dyke développe une petite danse pour l'accompagner. Le groupe recrute le bassiste Alvin Battle, permettant à Dyke de se concentrer sur le chant, et fait de nombreuses tournées grâce à ce succès. Cependant, à l'été 1967, le stress lié à une série de concerts prévus à l'Apollo Theater d'Harlem provoque la séparation du groupe, peu de temps avant que Wilson Pickett ne connaisse un succès plus grand avec sa propre reprise de Funky Broadway. L'enregistrement de Pickett est 1er du classement R&B et no 8 sur le classement pop.
Dyke retourne à Buffalo et constitue un nouveau groupe de tournée, comprenant Willie Earl (batterie - auparavant membre du groupe de Carl LaRue), Wardell "Baby Wayne" Peterson (deuxième batteur), Otis Tolliver (basse), Ray Byrd (claviers), et Maurice "Little Mo" Jones (trompette). Cependant, celui-ci se désintègre progressivement entre 1968 et 1969. Après 1968, Christian enregistre les disques de Dyke and the Blazers avec divers musiciens de studio de Los Angeles, plus tard connus sous le nom de Watts 103rd Street Rhythm Band. Ce groupe comprend le batteur James Gadson, qui joue également avec Charles Wright et Bill Withers, les guitaristes Al McKay et Roland Bautista, qui deviennent plus tard membres d'Earth, Wind and Fire, et les bassistes James Smith et Melvin Dunlap. Les disques qui en résultent, dont We Got More Soul (no 7 R&B, no 35 pop) et Let A Woman Be A Woman, Let A Man Be A Man (no 4 R&B, no 36 pop), figurent parmi ses plus grands succès. La plupart des singles sont le résultat de longues jam sessions qui sont ensuite remixées pour s'adapter au format 45 tours,. Dyke and the Blazers continue à avoir des succès plus confidentiels jusqu'en 1970, avec un style décrit par le critique Richie Unterberger comme « du funk à tripes… avec des riffs de guitare perçants, un orgue graisseux, une voix rauque et des cors jazzy ».

## Décès d'Arlester Christian
Christian prépare une tournée au Royaume-Uni et un enregistrement avec Barry White lorsqu'il est mortellement abattu dans une rue de Phoenix, le 13 mars 1971, à l'âge de 27 ans. Selon les rapports de l'époque, le meurtre pourrait être lié au trafic de drogue. bien que le rapport d'autopsie ne montre aucune trace d'alcool ni de stupéfiants dans son organisme. Cependant, le 22 avril 1971, Jet Magazine cite Eloy Ysasi, un détective de Phoenix, disant : « Dyke était un toxicomane et avait tellement de traces sur ses bras qu'on ne pouvait pas y croire ». Les coups de feu, commis par Clarence Daniels, sont considérés comme de la légitime défense,.

## Héritage et influence
Dyke and the Blazers sont intronisés au Arizona Music & Entertainment Hall of Fame.
Leurs chansons sont samplées par un grand nombre d'artistes, essentiellement dans le genre hip-hop,.
Let a Woman Be a Woman - Let a Man Be a Man est utilisée notamment par les artistes suivants :
- Afrika Bambaataa pour son morceau Fusion Beats Vol. 2 (1982),
- Schoolly D (Gangster Boogie II sur l'album Smoke Some Kill en 1988),
- Stetsasonic  (Sally sur In Full Gear, 1988),
- Ice-T (Power, album Personal, 1988),
- Bomb the Bass (Into the Dragon sur Hey You!, 1988),
- Ice Cube (Kill at Will  sur The Product, 1990),
- Public Enemy (Incident at 66.6 FM sur Fear of a Black Planet, 1990),
- Run-DMC (Bob Your Head sur Back from Hell, 1990),
- 2Pac (If my Homie Calls sur 2Pacalypse Now, 1992),
- Beck (Jack-ass sur Odelay, 1996),
- The Heavy (How You Like Me Now? sur The House That Dirt Built, 2009).

Let a Woman Be a Woman est également utilisée dans le film Sexe entre amis. Prince fait référence à Let a Woman Be a Woman dans sa chanson Gett Off.
Funky Broadway fait l'objet de nombreuses reprises par Wilson Pickett, James Brown, Jimmy Smith, The Supremes & The Temptations, Lowell Fulsom, Big Mama Thornton et The Blues Brothers entre autres. Elle est également samplée par Cypress Hill sur l'album Latin Lingo.
Broadway Combination, Runaway People et We Got More Soul sont samplées par 2 Live Crew, Deee-Lite, Big Daddy Kane, Ice-T et Public Enemy.
Des compilations de Dyke et The Blazers sont publiées sur CD par Kent Records et Ace Records.

## Discographie

### Singles classés dans les charts
| Année | Single                   | Meilleure position | Meilleure position |
| Année | Single                   | US Hot 100         | US R&B             |
| ----- | ------------------------ | ------------------ | ------------------ |
| 1967  | Funky Broadway - Part 1  | 65                 | 17                 |
| 1967  | So Sharp                 | 130                | 41                 |
| 1968  | Funky Walk Part 1 (East) | 67                 | 22                 |
| 1969  | We Got More Soul         | 35                 | 7                  |
| 1969  | Let a Woman Be a Woman   | 36                 | 4                  |
| 1970  | Uhh                      | 118                | 20                 |
| 1970  | You Are My Sunshine      | 121                | 30                 |
| 1970  | Runaway People           | 119                | 32                 |

### Album studio
- Funky Broadway (1967)

### Compilations
- Dykes' Greatest Hits (1969)
- So Sharp (1983)
- Dyke's Greatest Hits: We Got More Soul (1992)
- The Funky Broadway - The Very Best Of Dyke & The Blazers (1999)
- We Got More Soul (The Ultimate Broadway Funk) (2007)
- Dyke's Greatest Hits - The Complete Singles (en ligne uniquement 2013)
- Rarities Volume 1 - Phoenix To Hollywood (2013)
- Rarities Volume 2 - The Funky Combinations (2013)
- Down On Funky Broadway : Phoenix 1966-1967 (2021)
- I Got A Message: Hollywood 1968-1970 (2021)